# Bathyphantes glacialis
Bathyphantes glacialis là một loài nhện trong họ Linyphiidae.
Loài này thuộc chi Bathyphantes. Bathyphantes glacialis được Lodovico di Caporiacco miêu tả năm 1935.